# Coloração ácido-resistente
Coloração ácido-resistente ou coloração de Ehrlich é um método de coloração desenvolvido e apresentado em 1882 por Paul Ehrlich para a identificação do bacilo da tuberculose, o Mycobacterium tuberculosis. É também aplicável às bactérias das famílias Mycobacteriaceae, Nocardiaceae e Actinomycetales.
A coloração ácido-resistente é também uma coloração diferencial que mede a resistência das células coradas à descolorização por ácidos. Tal propriedade está relacionada com o conteúdo de lipídios de tais células. As paredes celulares dos microorganismos ditos ácido-resistentes contêm ácido micólico que torna a parede celular impermeável à maioria dos corantes.
Em tal tipo de coloração as células são coradas com carbol-fucsina a quente, poteriormente descoradas com solução de álcool-ácido, e novamente coradas com um segundo corante, o qual é habitualmente o azul de metileno. As bactérias ácido resistentes retém a coloração do primeiro corante (coloração vermelha).
Em 1884, o médico dinamarquês Christian Gram descobriu, empiricamente, ao corar cortes histológicos com violeta de genciana, através do método de Ehrlich, que bactérias que eles continham não eram descoradas pelo álcool, se previamente tratadas com solução de iodo, dando origem ao método conhecido como coloração de Gram.

## Método[2]
1. Ferve-se num recipiente de vidro um pouco de água e coloque a lâmina com o esfregaço em cima recebendo os vapores de água.
2. Cora-se com solução de carbol-fucsina por 10 minutos, sem deixar secar a preparação (com aquecimento).
3. Lava-se com água corrente
4. Descora-se com a solução de álcool-ácido, (no método original, 95% de álcool étilico com 2,5% de ácido nítrico, HNO3)
5. Lava-se com água corrente
6. Cora-se com solução de azul de metileno por 30 segundos (sem aquecimento)
7. Lava-se com água e seca-se.

Posteriormente, foi modificado e substituído pelo método de coloração Ziehl-Neelsen.